# Dulce Nombre de La Unión
Dulce Nombre es un distrito del cantón de La Unión, en la provincia de Cartago, de Costa Rica.

## Geografía
Dulce Nombre cuenta con un área de 8,26 km² y una altitud media de 1445 m s. n. m.

## Demografía
Para el año 2022, Dulce Nombre cuenta con una población estimada de 7177 habitantes, y para el último censo efectuado, en 2011, Dulce Nombre contaba con una población de 7893 habitantes.

## Localidades
- Barrios: Alto del Carmen, Tirrá.

## Transporte

### Carreteras
Al distrito lo atraviesan las siguientes rutas nacionales de carretera:
- Ruta nacional 202
- Ruta nacional 221